# Cantó de Montberol
El cantó de Montberol és un cantó francès del departament del Charente, situat al districte d'Angulema. Té 14 municipis i el cap és Montberol.

## Municipis
- Charreç
- Escuras
- Aimostier
- Folhada
- Grassac
- Mainzac
- Marton
- Montberol
- Orjaduelh
- Rauseda
- Sent German de Montberol
- Sent Sornin
- Souffrignac
- Volton

## Història
| Data d'elecció                           | Identitat      | Partit                                     | Qualitat |
| ---------------------------------------- | -------------- | ------------------------------------------ | -------- |
| 1949-1955                                | Émile Bricq    | ARS                                        |          |
| 1955-1961                                | M. Groulade    | PCF                                        |          |
| 1961-1992                                | Pierre Lacour  | Divers droite, després CD, després UDF-CDS |          |
| 1992-                                    | Michel Boutant | PS                                         |          |
| les dades anteriors no són pas conegudes |                |                                            |          |
|                                          |                |                                            |          |

## Demografia
| 1962 | 1968  | 1975  | 1982  | 1990  | 1999  | 2007  |
| ---- | ----- | ----- | ----- | ----- | ----- | ----- |
| -    | 7.188 | 7.126 | 7.106 | 7.012 | 6.745 | 6.936 |